# Пурепеча (народ)

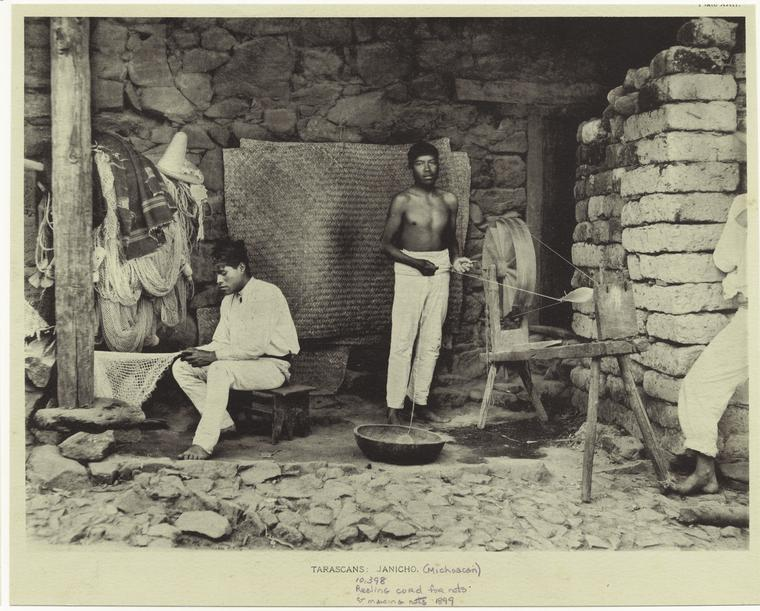
Мужчины пурепеча плетут леску для рыбацких сетей, 1899 год.

Тара́ски (самоназвание — исп. P’urhépecha, рус. пурепеча), транслитерация индейского названия), иногда именуются  тараско (исп. tarasco) — индейский народ Мексики, населяющий северо-западный регион штата Мичоакан, в основном вблизи городов Уруапан и Пацкуаро. На изолированном языке пурепеча говорят около ста тысяч человек. С недавних времён предпринимаются попытки организовать преподавание языка в местных школах.
Существует дискуссия о том, как следует правильно называть данный народ. «Пурепеча» — их самоназвание, тогда как «тараско» — слово из их языка, означающее «тесть» или «шурин» (заимствовано испанцами как название данного народа из их легенд). Соседи и давние соперники, ацтеки, называют их «мичваке» (Michhuàquê «рыбаки»), отсюда название штата Мичоакан.
Пурепеча хранят множество старинных традиций, в том числе свой Новый год, который они отмечают в первых числах февраля, в день когда на небе появляется созвездие Ориона. В празднике переплелись местные и католические элементы. Община зажигает так называемый «новый огонь» (chijpiri jimbani), в честь начала церемонии почитания 4 стихий. На праздник Святого Иеронима Пурепечанского месса проводится на языке пурепеча.
Календарь пурепеча похож на ацтекский тем, что в нём год также включает 18 месяцев по 20 дней (veintenas) плюс дополнительные 5 праздничных дней. Новый год обычно отмечается в день, когда появляется созвездие Ориона.

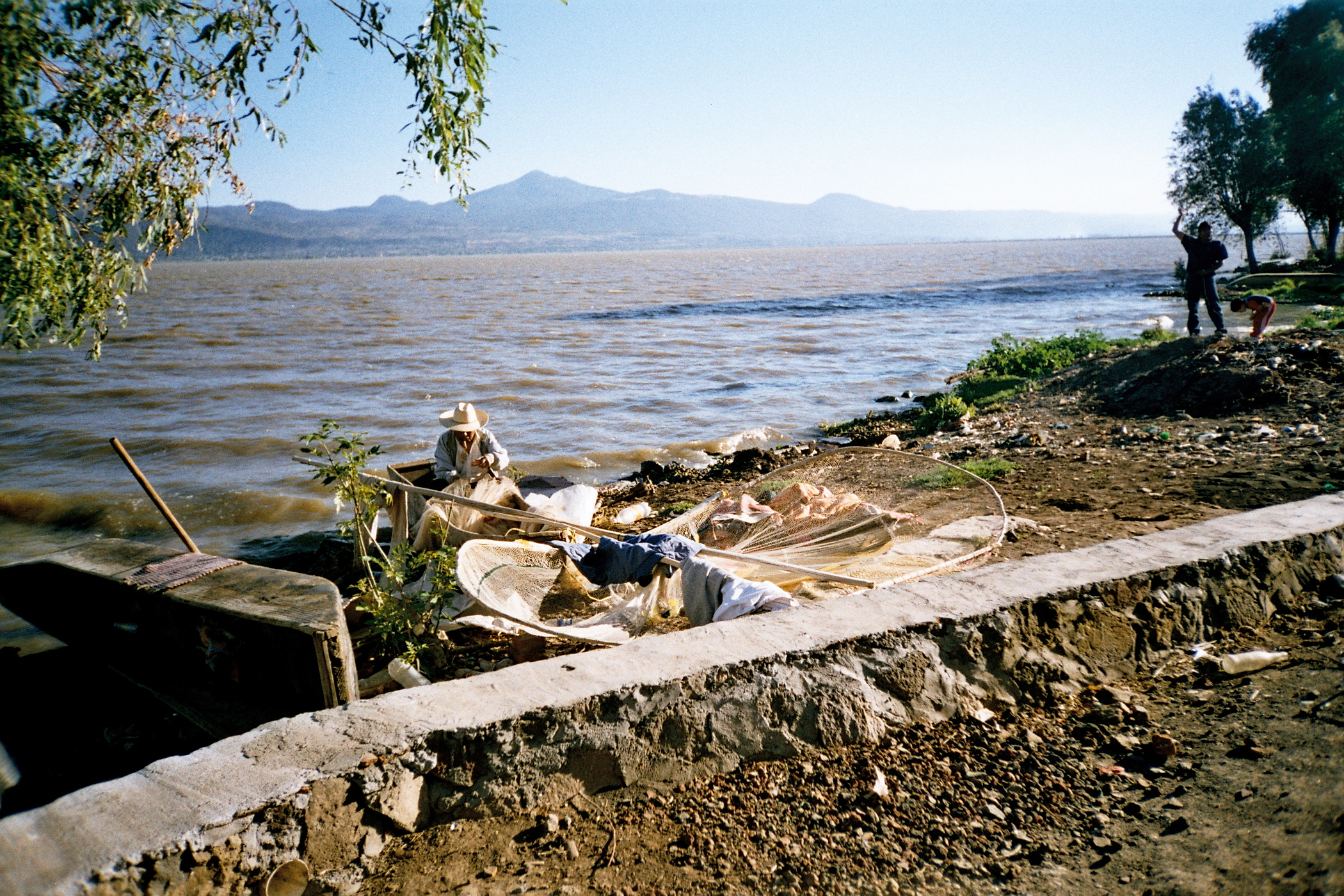
Рыбак-пурепеча на берегу озера Пацкуаро (2005)

## История
Археологи начала XX в. отождествляли пурепеча с традицией шахтовых могил. Позднейшие исследования показали, что эта культура существовала задолго до прихода пурепеча и была уничтожена последними, которые образовали на землях западной Мексики государство Тараско.
Созданное народом пурепеча государство Тараско было одной из крупных доколумбовых цивилизаций Мезоамерики. Столицей государства был город Цинцунцан. Для архитектуры тараско характерно сооружение ступенчатых пирамид в форме буквы «T». Доколумбовы ремесленники пурепеча изготавливали мозаику из перьев, для чего использовали перья колибри, которые считались в регионе предметом роскоши. Ацтекская империя не смогла покорить пурепеча, несмотря на неоднократные попытки, включая жестокую войну в 1479 г. Возможно, это объясняется тем, что пурепеча владели металлообработкой, в особенности меди, и до сих пор не утратили это искусство. Несмотря на соперничество, с пурепеча торговали соседние древнемексиканские государства: особым спросом пользовались медные топоры.
Узнав о том, что Ацтекская империя покорена испанцами, а местное население уменьшилось из-за эпидемии оспы, король Тангахуан II добровольно присягнул как вассал испанской короны в 1525 г. Согласно легенде, 16–17-летняя принцесса Эрендира возглавила восстание народа пурепеча против испанцев, при этом пурепеча научились объезжать лошадей, захваченных у врагов, и использовали их в войне.
В 1530 г. губернатор Мексики Нуньо Бельтран де Гусман разграбил регион и приказал казнить Тангахуана II, что вызвало хаос и вспышку насилия.
В 1533 г. испанский король назначил в Мичоакан судью и епископа, дона Васко де Кирога, который установил порядок и организовал колониальную администрацию.